# J.V. Esmann
Jørgen Victor Esmann (7. september 1827 på Lønborggård, Lønborg Sogn, Ringkøbing Amt – 2. april 1904 i Aarhus) var en dansk sagfører, politiker og kreditforeningsdirektør. Han var far til dommer Victor Esmann.

## Karriere
Hans forældre var godsforvalter, senere amtsforvalter David Borgen Esmann og hustru Sophie Louise Ulrikke Schmidth. Esmann arbejdede 1842-43 på Ringkøbing Amtskontor og fortsatte derefter til 1846 på amtskontoret i Aalborg Amt. Sidstnævnte år tog han forberedelseseksamen, og året efter – 1847 – blev han exam.jur. 1848 blev han fuldmægtig ved Hads og Ning Herreder med arbejdsplads i Aarhus og 1851 ved Aarhus Stiftamt, hvor han 1857 blev stiftets revisor. 1869 fik han bestalling som sagfører, men han praktiserede på grund af sine andre gøremål kun i beskedent omfang. Ikke desto mindre modtog han i tidens løb et par tillidshverv for sin stand, nemlig 1871-86 som bestyrelsesmedlem i Den almindelige Sagførerforening og 1886-96 som medlem af og formand for Sagførerrådet for 4. sagførerkreds. 1860 var Esmann blevet branddirektør for Hasle, Vester Lisbjerg, Framlev og Ning Herreder samt en del af Sabro Herred.

## Politiker
J.V. Esmann blev medlem af Aarhus Byråd 6. januar 1873, valgt af de højestbeskattede, og sad i byrådet frem til 6. januar 1885. Som politiker var han klart konservativ. Det ses bl.a. deraf, at han var repræsentant i Aarhus for Augustforeningen, der agiterede i købstaden 1864-69. I byrådet tog han sig især af sager vedrørende fattig- og skolevæsenet.
Esmann blev i 1883 administrerende direktør for Ny jydske Kjøbstad-Creditforening og ønskede derfor at udtræde af byrådet, men det endte med, at han fortsatte perioden ud, dvs. til valget 6. januar 1885. 1884 blev han Ridder af Dannebrog. Esmann var desuden 1876-1904 medlem af repræsentantskabet for Aarhuus Privatbank og 1881-87 af bestyrelsen for Aarhus borgerlige Skydeselskab, hvilket uden tvivl hænger sammen med, at hans primære fritidsinteresse var jagt. Endelig sad han i en årrække i bestyrelsen for Aarhus-Ryomgaard Jernbaneselskab.
"Esmann var et let og et kvikt hoved med et lyst syn på livet og en velgørende ligevægt i sindet, parret med ikke ringe humor", skrev Nationaltidende i sin nekrolog. Denne livsholdning bevarede han til det sidste, selvom et tilfælde af koldbrand havde nødvendiggjort amputation af begge hans ben. Aarhus Stiftstidende betonede i sin nekrolog hans skikkelse, der var kendt i byen: "Ingen kunne, selv på afstand, undgå at lægge mærke til den høje skikkelse, som holdt sig rank og ret lige til det sidste, og kom man nærmere, følte man sig tiltrukken af det alvorlige, markerede ansigt, omrammet af et kraftigt, i hans alderdom sølvhvidt hår og skæg."
I sin tid som byrådsmedlem af Esmann medlem af eller byens repræsentant i: Markdirektionen 1864-68. Udvalget for fattigvæsenet 1873-78. Udvalget for skovvæsenet 1876-84. Udvalget for bygninger og inventariesager 1879-84. Overformynderiets lånebestyrelse for Aarhus Amt 1875-89, 1900-04. Skolekommissionen 1879-84. Udvalget for skolevæsenet 1879-84. Aarhus Amts skoleråd 1884-86 og 1890-1902. Endvidere voldgiftsmand for jagtafløsningen 1878-1902, vandsynsmand for de mindre vandløb 1880-1902, strandsynsmand 1873-1902, jordboniteringsmand 1873-1902 og hegnsyns- og vurderingsmand 1873-1902.
Han blev gift 15. maj 1857 i Aarhus med Laura Christiane Hammershøj (20. december 1835 i Aarhus – 6. marts 1889 sammesteds), datter af købmand Jens Pedersen Hammershøj og hustru Louise Magdalene Scheibye.
Der findes et litografi af Esmann udført af I.W. Tegner & Kittendorff. Desuden fotografier.